# Saint-Laurent-en-Gâtines
Saint-Laurent-en-Gâtines település Franciaországban, Indre-et-Loire megyében. Lakosainak száma 873 fő (2022. január 1.). Saint-Laurent-en-Gâtines Le Boulay, Crotelles, La Ferrière, Marray, Monthodon, Nouzilly, Villedômer és Beaumont-Louestault községekkel határos.

## Népesség
A település népessége az elmúlt években az alábbi módon változott:
| Lakosok száma | 533  | 546  | 690  | 886  | 947  | 950  | 948  | 943  | 920  | 873  |
|               | 1968 | 1982 | 1990 | 2006 | 2013 | 2015 | 2017 | 2019 | 2020 | 2022 |